# 皇子かプリンス
『皇子かプリンス』（おうじかプリンス）は、桃森ミヨシによる日本の漫画作品。『マーガレット』（集英社）2011年15号から2012年15号まで連載された。単行本全3巻。雑誌掲載された最終回の続きで、本当の最終話となる1話分はコミック第3巻に描きおろしされた。

## あらすじ
この国の皇は「無私」であることを強要される立場。しかしその息子である双子の皇子は、我が強く、超仲が悪い。そんな2人の皇子の仲立ちを任されたのは“自分が無い”と言われる程に我欲のない女子高生つなぐ。彼らが影響しあい変わっていく、学園＆皇室ラブコメディである。
「本当の無私」とは何か、ということがテーマになっており、皇子は主人公からそれを学ぼうとしている。また主人公も皇子達から「自己確立」を徐々に学んでいる。主人公の口癖である「どっちも」精神が、二人の皇子の考え方を変えていく。
架空の日本が舞台ではあるが、皇家の設定は日本の皇室をモデルにしている。

## 登場人物
藤本つなぐ（ふじもと つなぐ）
主人公、高校1年。皇子の高仁にずっと憧れていた。いろんなことに対して、どれも本気で「いいな」と思うことが出来る順応性の高い子。それが仇になって周りから「自分がない」と責められてきた程の、自主性の無さがコンプレックス。高仁にも「受け入れすぎる」と言われている。皇子達が転入してから、2人の仲立ちを国皇に頼まれているが、その性格もあってなかなかうまくいかない。しかし、口癖は「どっちも」であるように、片方だけに片寄らず、異文化や反対のもの両方を大切にする考え方を自然に持つ。それが古来からの国や皇家の考え方に必要とされており、国皇は皇子にそれを学ばせようとしている。
一宮晴仁（いちのみや はるひと）
第一皇子、双子の兄。通称「晴ちゃん」もしくは「プリンス」。明るく優しく爽やかで、女子にも男子にも人気がある。しかし本性はヘタレで甘えんぼ。スキンシップが激しく、女子誰にでもすぐ抱きしめたりキスしたりするが、唇のキスだけは特別と思っている。ある事情で皇子という身分を隠しており、普通の学生として学校に通っている。立場に対する葛藤があり、弟の高仁とは相容れなくまたコンプレックスでもある。高仁からは無視されるか「糞兄」と呼ばれ罵られている。
二宮高仁（にのみや たかひと）
第二皇子、双子の弟であり、次期国皇。通称「高仁様」もしくは「皇子」。国民の理想を体現する完璧な皇子として、つねに努めている。いつも規律正しく、語学に長け、きちんとした身なりで礼儀正しい。しかし表情があまり変わることがないため、国民からの支持は賛否両論である。本性は俺様で、いじっぱり。実は一途で不器用。愉快な時には恐ろしい笑顔になり、つなぐを怖がらせている。本人は、皇にふさわしい「無私」に真からなるべく努力しているが、我が強いため困難である。
宇堂（うどう）
つなぐの高校での初めての仲良し。通称「どんちゃん」。美人でクールに見えるが、実は熱く恋にまっしぐらな肉食系。興奮すると讃岐弁が出てしまう。ふわふわしているように見られがちな、つなぐの良さを理解している。

## 書誌情報
- 桃森ミヨシ 『皇子かプリンス』 集英社 〈マーガレットコミックス〉、全3巻
  1. 2011年12月22日発売、ISBN 978-4-08-846726-9
  2. 2012年4月25日発売、ISBN 978-4-08-846763-4
  3. 2012年8月24日発売、ISBN 978-4-08-846815-0